# Autoba abrupta
Autoba abrupta là một loài bướm đêm trong họ Erebidae.